# 陳浩源
陳浩源，MH（1985年1月17日—），退役香港輪椅羽毛球運動員，世界排名最高曾達第二位，在2020東京和2024巴黎殘疾人奧運會中分別獲得輪椅羽毛球銅牌和銀牌。

## 背景
陳浩源早年在荃灣石圍角邨石葵樓低座22樓長大，畢業於荃灣聖多明尼幼稚園、荃灣公立何傳耀紀念小學及荃灣公立何傳耀紀念中學（2002年中五、2004年中七），在校時是荃灣區隊青年軍球員，參與羽毛球訓練活動。他在原校完成中七預科後，由於覺得自己喜歡說話，於是任職電腦軟件銷售員。後來改為推銷電話/遊戲機線路板。
2008年，陳浩源在中國大陸工作期間遇車禍重傷，需切除左腳，繼而於2010年左右成為輪椅羽毛球運動員，代表香港參加近300場國際賽事，並奪得超過60面國際獎牌。他其後在2016年入讀香港浸會大學，修讀體育及康樂管理文學士課程。2018年，陳浩源在雅加達2018年亞洲殘疾人運動會WH2級取得銀牌。2019年獲得香港十大傑出青年稱號。
2021年2月17日，陳浩源獲得Adidas羽毛球港澳總代理16 Feathers贊助裝備。同年，他與劍擊運動員佘繕妡、保齡球運動員胡兆康合作拍攝政府鼓勵接種新冠疫苗廣告，提高知名度。隨著東京舉行的2020年夏季殘疾人奧林匹克運動會首次增設羽毛球比賽，陳浩源於2021年9月5日參戰男子單打WH2級項目在銅牌戰對韓國45歲老將金京勳負傷上陣下以24:22、21:10擊敗對手，為香港代表團增添一面銅牌。
在2024年巴黎奧運結束後，陳浩源便退役，繼續在體育及殘疾人士界別發展，計劃於未來成立學院幫助肢體殘障人士，以及有特殊教育需要的學生。

## 個人生活
陳浩源已婚，妻子是其中學同學。

## 個人榮譽
- 2020年 - 香港史上第一面殘奧羽毛球獎牌
- 2019年 - 香港十大傑出青年
- 2015、2019年 - 香港傑出運動員

## 外部連結
- 陳浩源的Facebook專頁
- 陳浩源的Instagram帳戶
- 香港電台第一台廣播節目「守下留情」陳浩源訪問（1），2022年5月30日
- 香港電台第一台廣播節目「守下留情」陳浩源訪問（2），2022年5月31日
- 香港電台第一台廣播節目「守下留情」陳浩源訪問（3），2022年6月1日
- 香港電台第一台廣播節目「守下留情」陳浩源訪問（4），2022年6月6日
- 香港電台第一台廣播節目「守下留情」陳浩源訪問（5），2022年6月7日